# Seniores (atletica leggera)
La categoria seniores (seniores uomini o seniores donne a seconda del sesso) è una suddivisione dell'atletica leggera stabilita in base all'età dalla FIDAL, e istituita al fine di definire gli atleti di 23 anni di età ed oltre.
Prima della riforma italiana comprendeva infatti gli atleti dai 23 ai 34 anni compiuti nell'anno in cui gareggiano per la categoria. È la quarta e ultima nell'ordine per età fra le categorie assolute: a partire dal 2014 è stato ufficializzato un sistema di tesseramento unico per la categoria Senior che include gli atleti della categoria Master (35 anni ed oltre di età), mettendo in atto la possibilità di partecipazione a quest'ultima, anche a tutte le manifestazioni "assolute" (outdoor, indoor, di Società, ecc.), oltre che alle attività a loro dedicate su pista, su strada e di corsa in montagna.
Nella categoria Seniores è possibile gareggiare in tutte le discipline della sua categoria che, a differenza delle categorie Allievi, Juniores e la classe C21 (preposta al FISDIR per l'atletica leggera paralimpica), hanno proprie regole nelle altezze degli ostacoli e nel peso degli attrezzi nel getto del peso, lancio del disco, lancio del giavellotto e lancio del martello. In particolare:
- Peso: il formato dell'attrezzo è di 7,260 kg per le categorie Senior e Amatori maschile[2], mentre è di 4 kg per la categoria femminile. Per la categoria C21 il peso femminile è di 3 kg, maschile 4 kg.;

- Disco: il peso dell'attrezzo è di 2 kg per le categorie Senior e Amatori maschile e di 1 kg per la categoria femminile. Per la classe C21 il disco femminile è di 750 gr, maschile 1 kg.;

- Giavellotto: il peso dell'attrezzo è 800 gr per le categorie Senior e Amatori maschile e di 600 gr per la categoria femminile. Per la classe C21 il giavellotto femminile è di 400 gr, maschile 600 gr.;

- Martello: il peso dell'attrezzo è di 7,260 kg per le categorie Senior e Amatori maschile e di 4 kg per la categoria femminile. Per la classe C21 non è prevista l'attività agonistica.

Inoltre, tra le opzioni, avviene sommariamente che:
- per quanto riguarda le gare ad ostacoli - i m.100/110hs e i m.400hs - le differenze tecniche variano al variare delle distanze ed altezze degli stessi ostacoli. Nelle gare dei m.100hs femminili gli ostacoli sono alti 0,84 cm: sono 10 gli ostacoli nell'intero percorso di cui il primo a 13 metri dalla partenza, gli altri 9 sono a 8,5 metri uno dall’altro, l’ultimo posto a 10,5 metri dalla linea d’arrivo. Nelle gare dei m.400hs femminili gli ostacoli sono alti 0,76 cm: 10 ostacoli da saltare, il primo a 45 metri dalla partenza, gli altri 9 a 35 metri uno dall’altro, l’ultimo posto a 40 metri dalla linea d’arrivo. Per i m.110hs maschili gli ostacoli sono alti 0,91 cm:  10 ostacoli da saltaree,  il primo a  13,72 metri dalla partenza,  gli altri 9 a 9,14 metri uno dall’altro, l’ultimo posto a 14,02 metri dalla linea d’arrivo. Sempre per gli Uomini gli ostacoli dei m.400hs sono alti 0,84 cm: 10 ostacoli da saltare, il primo a 45 metri dalla partenza, gli altri 9 a 35 metri uno dall’altro, l’ultimo posto a 40 metri dalla linea d’arrivo.

- le categorie Senior e Amatori possono iscriversi alle gare di corsa  sulle distanze superiori ai 1500 metri  (in Italia, per gli atleti e le atlete che non hanno compiuto i 20 anni di età, non è possibile)[3]. Per la classe C21 sono possibili esclusivamente le gare degli 800 metri e dei 1500 metri;

- in una manifestazione sportiva la composizione dei partecipanti alle Staffette 4xm.100, 4xm.400, 4xm.200 (indoor) e 4xm.400 (indoor) femminili e maschili è “open”[4], cioè tutti gli atleti della squadra possono indifferentemente appartenere alle varie categorie (Junior, Senior, Amatori) e classi, ma non possono essere composte da atleti di sesso diverso. Qualora sia presente una staffetta composta totalmente da atleti C21 questa farà classifica per la propria classe;

- è possibile partecipare alle competizioni di triathlon (m.100/m.60 indoor, getto del peso, salto in lungo) per le categorie Senior femminile e maschile per la classe C21[5];

- le gare di Pentathlon indoor (m. 60hs con ostacoli da 0,91 cm per gli Uomini / 0,84 cm per le Donne, salto in lungo, getto del peso, salto in alto, m.1000 Uomini e m.800 Donne) sono riservate alle categorie Senior, Amatori femminile e maschile per la classe Open (preposta al FISPES per l'atletica leggera paralimpica)[5];

- le gare di Eptathlon - m.110/100hs (0,91 Uomini e  0,84 Donne), salto in alto, getto del peso, m.200, salto in lungo, lancio del giavellotto,  m.1000 Uomini e m.800 Donne - per le categorie Senior, Amatori femminile e maschile per la classe Open;

- le categorie Senior e Amatori possono iscriversi alle competizioni della Marcia per le gare di m.3000 e m.5000. Per la classe C21 sono previste esclusivamente le gare di 800 e 1500 metri.